# Kamień runiczny z Vedy

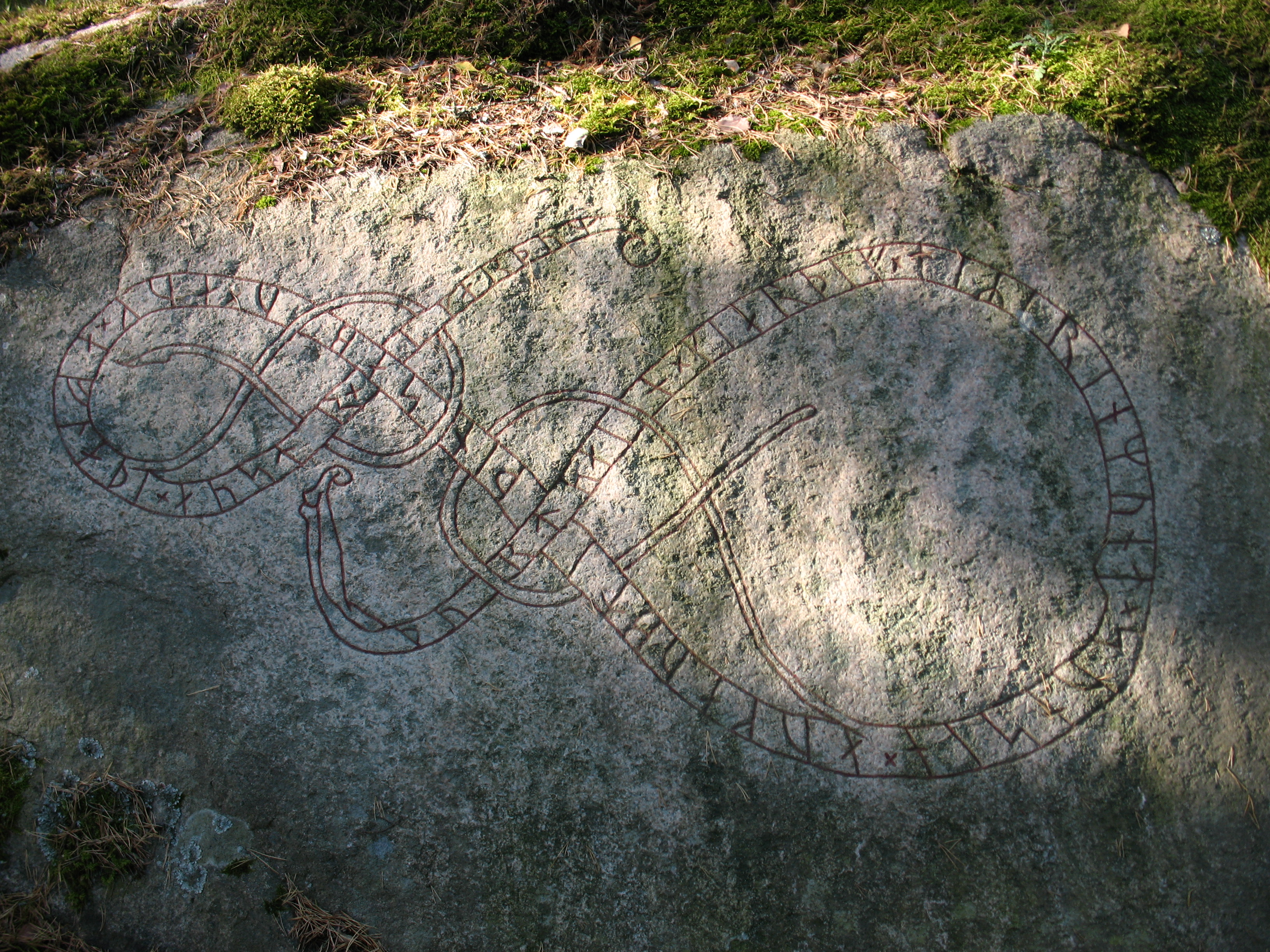
Inskrypcja na głazie z Vedy

Kamień runiczny z Vedy (U 209) – pochodzący z XI wieku kamień runiczny, znajdujący się w pobliżu farmy Veda w parafii Angarn w gminie Vallentuna w szwedzkiej prowincji Uppland.
Inskrypcja wyryta jest na południowej stronie wielkiego granitowego głazu, znajdującego się północny zachód od farmy Veda. Wpisana jest w ciało zwiniętego w kształt ósemki węża, wokół którego oplecione są dwa mniejsze węże. Napis został wyryty ku czci zmarłego syna przez ojca, który nabył gospodarstwo w Vedzie za pieniądze zdobyte podczas pobytu na Rusi (Gardariki). Jego treść głosi:
ţurtsain × kiarţi| |if×tiR irinmunt × sun sin auk| |kaubti ţinsa bu × auk × aflaţi × austr i karţum
co znaczy:
Thorsten wzniósł to na pamiątkę syna swego, Ärmunda, i nabył to gospodarstwo i zdobył bogactwa na wschodzie w państwie Gardar.